# 斉藤友和
斉藤 友和（さいとう ともかず、1995年6月18日 - ）は、日本の映像作家・映像ディレクター・フォトグラファー。
千葉県船橋市出身。日出高等学校（通信制）卒業。日本大学藝術学部映画学科撮影コース中退。
2014年よりフリーランス。所属事務所はEPOCH Inc。

## 経歴
八千代松陰中学・高校を経て日出高等学校（通信制）卒業。日本大学藝術学部映画学科で４年間撮影を専攻。
2014年イーズドゥを設立。2016年よりEPOCH.Incにクリエイティブインターンとして参加。
2017年10月よりEPOCH所属。

## 監督作品

### 短編映画
- 「青ク願ウ」主演：菅沼ゆり（2015年）
- 「Fadeless it」主演：佐藤さき（2015年）
- 「夢色の木漏れ日」主演：小林万里子（2017年）   （こもろ映画祭2017グランプリを受賞。）
- 「クオリア」主演：戸畑心（2018年）
- 「おかえり。」主演：安野希世乃（2019年）

### コマーシャル
- 森永乳業 pino 「私を変える、小さな魔法。」WEB MOVIE（2017年）
- tutuanna 「LADYLINE with 田中里奈 」WEB MOVIE（2017年）
- SEGA PSO2「集え、英雄！」篇 TVCM（2017年）
- コカ・コーラ・セブン-イレブン「ななチキとコカ・コーラで、素敵なクリスマスを。」WEBCM（2017年）
- 資生堂 POSME 「POSME DEBUT」WEB MOVIE（2018年）
- SEGA PSO2「“POS2クラウド” 登場！」篇 TVCM（2018年）
- SEGA PS4版 BORDER BREAK「オープニングムービー」篇 TVCM（2018年）
- SEGA  コトダマン「セガコラボバージョン」篇 TVCM（2018年）
- PlayStation VR「Déraciné」 ロンチトレーラー WEB MOVIE（2018年）
- ヤーマン フォトプラス「肌からNUDEになりましょう。」篇 WEBCM（2018年）
- カゴメ 「野菜生活100グリーンスムージー」ステートメントムービー（2018年）
- 小田急電鉄 BRAND NEW ODAKYU「スピーディー・快適・便利になった小田急の朝」篇／「ちょっと変えれば、快適通勤」篇／「小田急の朝の通勤が、変わった」篇 トレインアド（2019年）
- リクルート Pontaたまる・つかえる「ホットペッパービューティー：きれいでたまる」篇／「ホットペッパーグルメ：おいしくたまる」篇／「じゃらん：旅行でたまる」篇　TVCM （2019年）
- リクルート Pontaたまる・つかえる「応援団」篇 TVCM （2019年）
- ベイクルーズ BAYCREW'S Spring2019「この春、私スタイル」（2019年）
- 花王 サクセス24「サクセス24デビュー！」西野七瀬 トレインアド （2019年）
- ヤマハ発動機 そのバイク愛をカタチに「はしれ！絵本」プロジェクトムービー（2019年）
- 花王 ケープ「ケープのルーティン・恋する女子が休日を過ごすときの日常」篇（2019年）
- エスティローダー M•A•C「RUBY LIPS」（2019年）
- KDDI「ずっと、もっと、つなぐぞ。au」総集篇（2019年）
- Wacoal by Salute 2020'Spring（2020年）
- SoftBankソフトバンク童話劇場「シンデ〜ワ」（2020年）
- バルミューダ「The Speaker」（2020年）
- 花王 Primavista「下地ひとつで勝負」篇／「ジェラート」篇／「トライアル」篇 TVCM（2020年）
- Wacoal by Salute 2020'Summer（2020年）
- 小学館 少年サンデー「よふかしのうた」 × ヨルシカ「逃亡」４巻発売PV（2020年）
- shu uemura 「unlimited glow breathable care-in foundation」（2020年）
- Waterpik Japan「ウォーターピック日本上陸篇」（2020年）
- とんかつ濱かつ「みんなが集まる、うれしい、おいしさ」篇 TVCM（2020年）
- 日清製粉「役者仲間との青春の味、ねぎ焼」篇「母の優しさが詰まった野菜パスタ」篇 木村文乃 SPECIAL MOVIE（2021年）
- mineo「みんなの青春発表会」ブランドムービー（2021年）
- 資生堂 Clé de Peau Beauté「SMART RADIANCE MIRROR」Web Movie（2021年）
- 静岡放送「高校３年生へのエール」特別篇 TVCM（2021年）
- Anyca「走りだす、好奇心のそばに。」 BrandMovie（2021年)
- INPEX 「エネルギーに新しい風」篇 TVCM（2021年)
- 毎日新聞「#毎日新聞、実はとってもお得！」TVCM（2021年)
- カネボウ suisai「罪な毛穴汚れにガチ洗浄」篇（2021年)
- クロスプラス パステルマスク「それ全部パステルマスク」篇 TVCM（2021年)
- THE WALKING DEAD SURVIVER WEBCM（2021年)
- 渋谷スクランブルスクエア 「みんな違って、みんなクリスマス。」2021Christmas MOVIE（2021年)
- JAバンク「農業・くらし・地域によりそう(JAレーク滋賀)」篇 TVCM（2022年）
- Haier「20周年記念ブランドムービー」（2022年）
- UQモバイル×今日、好きになりました。「どんな青春にも、応援が必要だ」TVCM（2022年）
- 森永製菓 ICEBOX×日向坂46「ひなたのさしいれ」（2022年）
- JCB QUICPay「クイックペイ、どうやって始める？どこで使える？」WEBCM（2022年）
- 三井ホーム IZM「BORDERLESS MODERN」WEBCM（2022年）
- マクセル 企業広告 アナログなのに、おもいっきり未来。「高校生の妄想」篇 TVCM（2022年）
- 新潟工科大学 無限大、工科大。「ここから」「果てしない夢」「あきらめない」篇 TVCM（2022年）
- ジョンソン・エンド・ジョンソン アキュビューオアシス AbemaTVCM（2022年）
- リクルート「HOT PEPPER Beauty✂︎恋愛ドラマな恋がしたい」AbemaTVCM（2022年）
- 不二ラテックス SKYN「出会ったときのやわらかさ」WebMovie（2022年）
- 三井ホーム「全館空調　スマートブリーズワン」篇 TVCM（2022年）
- 青山商事 THE SUIT COMPANY「期待しない息子」篇（2022年）
- 花王Curel Brand Movie（2022年）
- 三井ホーム「全館空調 スマートブリーズワン」篇（2022年）
- TOYOTA  GAZOO Racing「STORY OF GR-FOUR」篇（2022年）
- 渋谷スクランブルスクエア「Shibuya Scramble Xmas - 欲、欲、欲。」篇（2022年）
- 大修館書店ジーニアス英和辞典「信じられる。」篇（2022年）
- ZOZOTOWN×今日、好きになりました。「ゾゾダンス」篇（2022年）
- Jackery 「さあ、世界を外へとひろげよう。」篇（2023年）
- 森永製菓 ICEBOX×STU48「フレフレ全力」（2023年）
- miHoYoHonkai Impact 3rd 5th Anniversary Film「Reverie」（2023年）
- I-PRIMO「THE FIRST STEP リング選びの最初の一歩をご一緒に。」篇（2023年）
- しまむら「羽織るならあなたはどっち派？」篇（2023年）
- マクセル 企業広告 アナログなのに、おもいっきり未来。「高校生の妄想-調理実習」篇 TVCM（2023年）
- NISSAN　ROOX「家族がぐっと近づく理由」篇（2023年）
- jurk「each daily life」篇（2023年）
- YOLU ディープナイトリペア「なめらかなぷるツヤ髪」篇（2023年）
- ブラザー工業「産業用領域も、ブラザー」SPEEDIO／DOMINO篇 TVCM（2023年）
- プラチナウーマン「本当のわたし、輝く。」2023 小芝風花篇（2023年）
- 渋谷スクランブルスクエア「Shibuya Scramble Xmas - この街に、サイレントナイトは似合わない。」篇（2023年）
- 日本科学未来館「老いパーク」（2023年）
- ノバレーゼ「その式は親友も主役にする」（2023年）
- スコッティ ティシュー フラワーボックス「長持ちのメリット」篇（2023年）
- 代々木ゼミナール 「心を敵にしないで。」篇 TVCM（2024年）
- ジョイフル 「春だ、ジョイフる？」篇（2024年）TVCM
- 東急バス City Star Job 「新卒運転士」篇／「ママ運転士」篇（2024年）
- ロート製薬 Gyutto「質感整形ヘアマスク」篇（2024年）
- 森永製菓 バニラモナカジャンボ「敬老の日」篇（2024年）
- ポッカサッポロフード&ビバレッジ キレートレモン「ぜんぶプラス」篇（2024年）
- 神戸製鋼所 KOBELCO「あしたにいいこと〜技術のかけ算」篇（2024年）
- SUZUKI スイフトスポーツZC33S Final Edition（2025年）
- GFS「投資知識」篇／「NISA」篇（2025年）
- Jシステム「登場」・「打ち合わせ」篇（2025年）
- KATEバーチャルスキンメーカー「主張が強い肌ノイズ」篇（2025年）
- TERASS「不動産仲介に新しい風を」（2025年）
- 阪神甲子園球場「ノーカン・ビンの歌」（2025年）
- 阪神電気鉄道「ノーマイカー甲子園」（2025年）
- 日本赤十字社「赤十字は、動いてる！」Road to 150 篇（2025年）

### ミュージックビデオ
- REIKO（BMSG）
  - 「First Christmas feat. JUNON (BE:FIRST)」（2024年）
- がらり
  - 「午後二時の通り雨」（2024年）
- 日向坂46
  - 「雨が降ったって」（2024年）
- ケツメイシ
  - 「泣いても笑って」（2024年）
- 高嶺のなでしこ
  - 「美しく生きろ」(2024年)
- =LOVE
  - 「君の第3ボタン」(2024年)
- NGT48
  - Awesome（2021年）
  - ポンコツな君が好きだ（2021年）
  - 私が一番言いたかったこと（2021年）
- lol
  - 「sun kissed love」（2021年）
- 超特急
  - 「CARNAVAL」（2021年）
- 日向坂46　藤嶌果歩
  - 「羊たちは夢を語る」(2023年)
- フレンズ
  - 「夜明けのメモリー」（2017年）[3]
- 大原櫻子
  - 「STATLINE」（2021年）
- さユり
  - 弾き語りアルバム「め」Trailer（2020年）
- ヨルシカ
  - 逃亡（2020年）
- Da-iCE
  - 「image」（2020年）
  - 「CITRUS」（2020年） LyricVideo
  - 「Black and White」（2025年）
- XOX
  - 「PINKY BABY」（2017年）[4]
  - 「OVER」（2018年）
- Neil
  - 「First Love Story」（2025年）
- 三浦大知
  - 「普通の今夜のことを ― let tonight be forever remembered ― 」LyricVideo（2017年）[5]
- 安野希世乃
  - 「ロケットビート」（2018年）
  - 「生きる」（2019年）
- つばきファクトリー
  - 「もうサイコー！」（2018年）
  - 「Hair up 空へ！」（2018年）
- EVERYDAYS
  - 「ハロー！EVERYDAYS！」（2018年）
- こぶしファクトリー
  - 「ハルウララ」（2019年）
- Lucky Kilimanjaro
  - 「風になる」（2019年）
  - 「HOUSE」（2019年）
  - 「DoDoDo」（2019年）
  - 「初恋」（2019年）
  - 「FRESH」（2019年）
- 安月名莉子
  - 「Glow at the Velocity of Light」（2019年）
- sora tob sakana
  - 「flash」（2019年）
- クリープハイプ
  - 「栞」× 漫画「ブルーピリオド」MMV（2019年）
- マカロニえんぴつ
  - 「遠心」× 漫画「君は放課後インソムニア」MMV（2019年）
- YOTOWN
  - 「Bubble」（2019年）
- 斉藤朱夏
  - 「セカイノハテ」（2021年）
- mihoro*
  - 「証」（2021年）
- とた
  - 「Transpose」（2024年）
- #電音部 - 港白金女学院
  - 「Where Is The Love (feat. Shogo&早川博隆)」（2021年）
- 結城アイラ
  - Blessing（2021年）
- ばってん少女隊
  - 「わたし、恋始めたってよ！」(2021年)
- EMPiRE
  - 「To continued」(2021年)
- 眉村ちあき
  - 「この朝を生きている」(2022年)
- rurulu
  - 「Night dress」(2022年)
- BUDDiiS
  - 「SM:)LE」(2022年)
- 角巻わため
  - 「Fins」(2023年)
- 透色ドロップ
  - 「出会えた君へ」(2023年)

### Other
- ウチダラボ「内田篤人インタビュー・トレーニング映像」（2017年）
- オオサコラボ「大迫勇也インタビュー・トレーニング映像」（2017年）
- テクノプロ「時代は変わった。君らはどうだ。」Maiking Interview （2017年）
- いち髪「360°HAIR STUDIO」（2018年）
- 日本身体障がい者水泳連盟 プロモーションムービー「MY UNIQUENESS」（2018年）
- 五洲薬品「GOSHU PROMISE」WEB背景映像（2018年）
- 乃村工藝社 NOMLAB／DESIGNART TOKYO 2018「息をのむほどに美しい菊MR(Mixed Reality ART Experience)」（2018年）
- 福岡地所 「天神ビジネスセンター 起工式プレゼンテーションムービー」（2019年）
- きものやまと 「きものの着付け」 HowtoMovie（2019年）
- きものやまと 「浴衣の着付け」 HowtoMovie（2019年）
- メルペイ カンファレンス「インタビュームービー」（2019年）
- メルカリ2020カンファレンスムービー（2020年）
- 三代目 J SOUL BROTHERS「LIVE×ONLINE BEYOND THE BORDER Xmas Live 2020」LIVE演出映像（2020年）
- 森永製菓 inゼリー「IMPACTors （ジャニーズJr.）松井奏・椿泰我の一流ランナーへの道!」（2021年）

## 作詞
- 日向坂46 藤嶌果歩「羊たちは夢を語る」（2023年）

## グラフィック撮影

### 広告
- 毎日新聞 「#毎日新聞、実はとってもお得！」 graphic （2021年)

### アーティスト写真
ばってん少女隊

### CDジャケット
- ばってん少女隊「わたし、恋始めたってよ！」(2021年)

## 出演

### TV
- SAKAJO（2015年9月、千葉テレビ）[6]

### 雑誌
- 月刊ブレーン2017年7月号 No.684（宣伝会議）クリエイティブリレー「森永乳業pino×斉藤友和(EPOCH)」[7]
- TVLIFE 2019年2月27日発売号（学研プラス）「スギノート」杉野遥亮×斉藤友和 Vol.1
- TVLIFE 2019年3月13日発売号（学研プラス）「スギノート」杉野遥亮×斉藤友和 Vol.2